# Maison Sandherr
Pour les articles homonymes, voir Sandherr.
La maison Sandherr est un monument historique situé à Colmar, dans le département français du Haut-Rhin.

## Localisation
Ce bâtiment est situé au 36 Grand-Rue à Colmar.

## Historique
Avant sa reconstruction en 1668 (date figurant sur l'oriel) par André Sandherr, elle était dite « au lion rouge ».
À noter que des arcades ont été détruites.
Les façades et toitures font l'objet d'une inscription au titre des monuments historiques depuis le 18 juin 1929.

## Architecture
Le pignon comprend deux autres étages et est couronné par un épi de faîtage qui est  une curieuse sculpture représentant un Jumaux[Quoi ?] la pipe à la bouche et vêtu à la mode bourgeoise de la fin du XVIIe siècle.
Présence d'un oriel d'angle supporté par deux consoles sculptées.